# Burcht Ramstein
De ruïnes van Burcht Ramstein staan op een 182 meter hoge rots bij Kordel in de Duitse deelstaat Rijnland-Palts. Het ligt 9 kilometer ten noorden van Trier en dezelfde afstand ten oosten van Luxemburg.
De burcht werd in het begin van de 14e eeuw gebouwd door de aartsbisschop en keurvorst van Trier, Diether van Nassau als opvolger van een versterkt herenhuis. Vanaf dat moment was het een burcht van het keurvorstendom Trier. Tijdens de Negenjarige Oorlog werd het kasteel bezet door Franse troepen en werd in 1689 grotendeels opgeblazen. De grote schade werd niet hersteld. Er staan echter hoge delen van vliesgevels, elementen van hoektorens en bijna alle buitenkant en de stenen trappen van het middeleeuwse torenhuis.

## Geschiedenis
In het begin van de 10e eeuw liet aartsbisschop Radbod van Trier een versterkt huis (Latijn: municiuncula) bouwen op een rots bij Kordel op de plaats van een ouder voorgangergebouw (Latijn: edificium) en verpande het rond 926 aan zijn vazal Vollmar. Dit landhuis van een agrarisch landgoed was de voorloper van de huidige Burcht Ramstein en wordt in de archieven Runnesstein of Castrum Ruynstein genoemd. De huidige naam van de vindplaats verscheen pas rond 1600.
De bouw van de burcht verliep niet zonder controverse. De ridder, Arnold van Pittingen, een hoge Luxemburgse edelman en zijn vertegenwoordiger, Vogt van Butzweiler, maakten bezwaar tegen de burcht. Hij legde zijn zaak voor aan de Romeins-Duitse koning, maar aartsbisschop Baldwin kon bewijzen dat Ramstein op aartsbisschoppelijk land was gebouwd. Hoewel de resultaten van het proces niet bewaard zijn gebleven, is het waarschijnlijk dat Arnold zijn zaak verloor op 13 maart 1310, aangezien Baldwin kort daarna de uitbreiding van de burcht voortzette.
Oorlogsconflicten tijdens de Negenjarige Oorlog maakten uiteindelijk een einde aan Burcht Ramstein. Op 18 september 1689 werd het door Franse soldaten in brand gestoken en werden twee hoeken opgeblazen. Sindsdien is het een ruïne. Na de bezetting van het Rijnland door de Fransen onder Napoleon werd de ruïne in beslag genomen en op 13 december 1803, voor 9.000 francs geveild aan de advocaat van Trier, Wilhelm Josef Fritsch. Op 30 november 1826 verkochten de erfgenamen van Fritsch het kasteel aan Franz Ludwig Bretz (ook Britz), wiens zoon Nikolaus daar in de jaren 1870 een restaurant opende. Zijn nakomelingen zijn nog steeds eigenaar van het kasteel en runnen er een hotel-restaurant van de vijfde generatie.

## Beschrijving
Burcht Ramstein bestaat uit een binnenste vestingmuur en de bijbehorende woongebouwen op een ovaal gebied van ongeveer 37 x 57 meter. Van de voormalige ringmuur is nog maar weinig overgebleven. De gotische burcht is een torenwoning met een trapeziumvormig grondplan van 13 x 10,8 meter. Geschat wordt dat de buitenmuren, 1,35 meter dik en gemaakt van puinsteen, ooit 25 meter hoog waren en vier verdiepingen hadden. De toegang tot de bovenste verdiepingen van het kasteel werd verzorgd door twee ronde stenen traptorens die naar buiten uitstaken.  De grootste van de twee wenteltrappen, beginnend op de begane grond, verbond alle verdiepingen van het kasteel met elkaar.  De grote trappentoren is grotendeels verwoest en er zijn geen trappen meer.  De kleinere wenteltrap, schuin tegenover, begint op de eerste verdieping en bevindt zich op de hoek waar de noord- en oostmuur samenkomen.  Het leidt naar de bovenverdieping en bevat nog steeds trappen.  Er was minstens één open haard op elke woonverdieping van het kasteel, behalve op de bovenste verdieping.  Er waren zelfs drie schoorstenen ingebouwd in de eerste verdieping, op de westelijke en oostelijke muren en aan de buitenkant van de noordelijke muur.  De schoorsteenconsoles zijn nu slechts gedeeltelijk bewaard gebleven. Aan de binnenkant van de muren zijn gaten voor de voormalige plafondbalken en de overblijfselen van zitnissen en schoorstenen te zien. De schietgaten zijn gemaakt van lokaal gewonnen grijze en rode zandsteen. De meeste torenvensters hebben een gotische klaverblad-omlijsting.